# Titans (Cricketteam)
Die Titans waren ein südafrikanisches Cricketteam. Es wurde 2003 gegründet und repräsentierte die Provinzen Limpopo und Mpumalanga in nationalen Cricket-Wettbewerben. Das Heimatstadien sind das SuperSport Park in Centurion und das Willowmoore Park in Benoni. Die Titans spielten im Currie Cup, im One-Day-Cup und der Ram Slam T20 Challenge. Dabei war es in diesen Wettbewerben das erfolgreichste Franchise im südafrikanischen Cricket. Nach dem Ende der Saison 2020/21 wurde das Franchise im Rahmen der Reform des südafrikanischen Crickets aufgelöst.

## Currie Cup
Den südafrikanischen First-Class-Wettbewerb, den Currie Cup, konnten die Titans insgesamt sechsmal für sich entscheiden, wobei in der Saison 2005/06 der Titel mit den Dolphins geteilt wurde.

## One-Day-Cup
Den südafrikanischen List A-Wettbewerb, den One-Day Cup, konnten die Titans ebenfalls sechsmal gewinnen und teilten sich dabei den Titel in der Saison 2013/14 mit den Cape Cobras.

## Ram Slam T20 Challenge
Der Gewinn des südafrikanischen Twenty20-Wettbewerbes gelang insgesamt sechsmal.
| Jahr    | Spiele | Siege | Niederlagen | No Result | Endplatzierung (Vorrunde) |
| ------- | ------ | ----- | ----------- | --------- | ------------------------- |
| 2003/04 | 5      | 4     | 1           | 0         | Halbfinale (1/6)          |
| 2004/05 | 5      | 3     | 1           | 1         | Sieger (1/6)              |
| 2005/06 | 5      | 4     | 1           | 0         | Halbfinale (2/6)          |
| 2006/07 | 5      | 2     | 2           | 1         | Halbfinale (3/6)          |
| 2007/08 | 6      | 3     | 3           | 0         | Sieger (4/7)              |
| 2008/09 | 5      | 1     | 2           | 2         | Vorrunde (5/6)            |
| 2009/10 | 5      | 3     | 1           | 1         | Halbfinale (2/6)          |
| 2010/11 | 5      | 3     | 2           | 0         | Halbfinale (2/6)          |
| 2011/12 | 12     | 7     | 3           | 2         | Sieger (2/7)              |
| 2012/13 | 10     | 6     | 3           | 1         | Finale (3/6)              |
| 2013/14 | 10     | 5     | 4           | 1         | Halbfinale (2/6)          |
| 2014/15 | 10     | 2     | 7           | 1         | Vorrunde (6/6)            |
| 2015/16 | 10     | 8     | 2           | 0         | Sieger (1/6)              |
| 2016/17 | 10     | 7     | 2           | 1         | Sieger (1/6)              |
| 2017/18 | 10     | 6     | 2           | 2         | Sieger (2/6)              |
| 2018/19 | 10     | 3     | 4           | 3         | Vorrunde (4/6)            |
| 2020/21 | 5      | 2     | 3           | 0         | Vorrunde (4/6)            |

## Champions League Twenty20
Für die Champions League Twenty20 konnte sich das Team zweimal qualifizieren, scheiterte dort jedoch jeweils in der Vorrunde.
| Jahr | Spiele | Siege | Niederlagen | No Result | Endplatzierung (Vorrunde) |
| ---- | ------ | ----- | ----------- | --------- | ------------------------- |
| 2012 | 4      | 2     | 1           | 1         | Vorrunde (5/5)            |
| 2013 | 4      | 2     | 2           | 0         | Vorrunde (3/5)            |

## Erfolge

### First Class Cricket
Gewinn des Currie Cups (5 + 1 geteilt): 2005/06 (geteilt), 2006/07, 2008/09, 2011/12, 2015/16, 2017/18

### One-Day Cricket
Gewinn des One-Day Cup (5 + 1 geteilt): 2007/08, 2008/09, 2013/14 (geteilt), 2014/15, 2016/17, 2018/19

### Twenty20
Gewinn des Ram Slam T20 Challenge (6): 2004/05, 2007/08, 2011/12, 2015/16, 2016/17, 2017/18